# Koli Tenguella
Pour les articles homonymes, voir Ba.
 (janvier 2019).
Koli Tenguella alias Koli Tenguella Ba, Koli Teŋella, Koli Teŋella Jaaje Baa ou Koli Pullo, est un souverain peul du début du XVIe siècle, fondateur de la première dynastie peule Denianké de l'Empire du Grand Fulo. Il porte le titre de ardo en peul et silatigui ou siratigui en mandingue.

## Règne
Avec ses nombreux frères et soutenu par une puissante armée, il règne du haut Niger au bas Sénégal sur une zone englobant des parties de 5 pays (Sénégal, Gambie, Guinée Bissau, Guinée, une partie du Mali).
Il édifia une grande forteresse à Guémé sangan (Guinée) dont les ruines sont à côté de l'emplacement actuel de la préfecture de Télimélé dont il fit la capitale puis créa le Fouta Toro situé dans le nord-est de l'actuel Sénégal, et fonde la nouvelle dynastie peule Denianke . Il est l'ancêtre des dynasties royales et nobles des Déniyankobés, Yalalbés, Sayboobés.
On peut également relier à lui les clans Koli, Teghéla, Rella, Dianga, Soulé, Diyé, Waranka, mais aussi ceux de Sanghé Lobaly, de Waly et de Sinthiane Padalal[réf. nécessaire].

## Biographie

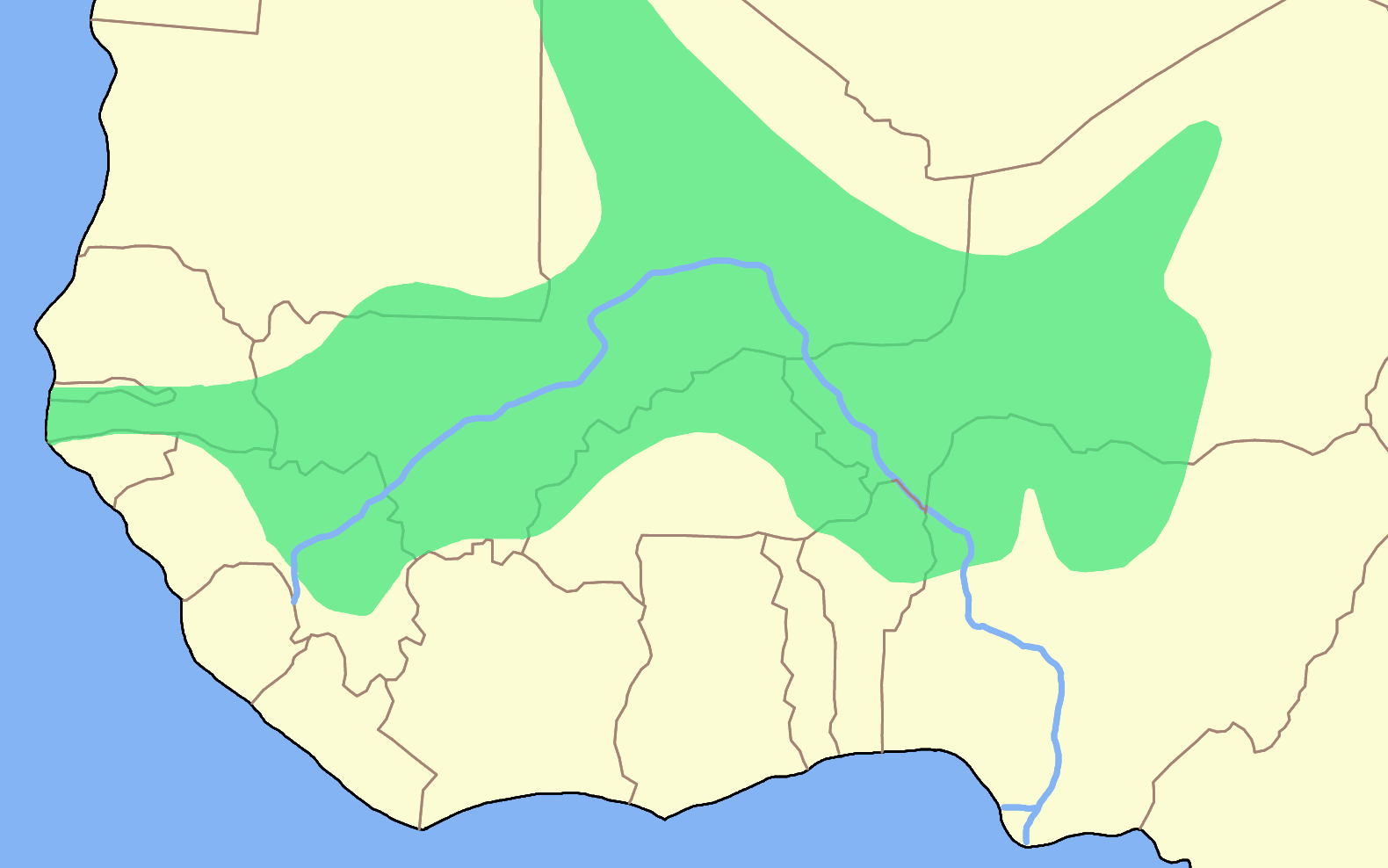
Carte de l'empire songhaï

Tenguella Diadié Ba, son père, est mort à la guerre contre les Askia de l'empire songhaï en 1512. Par sa mère il appartient au peuple malinké. Celle-ci s'appelait Nana Keita et était originaire du Bakhounou. Koli Tenguella, appartenant à la famille Ba, des Fulbe yaalalbé, créa plus tard la dynastie des fulɓe Denyankoɓé, qu'il allait installer au Fouta-Toro. 
Koli Tenguella s'était donné pour mission de finir ce que son père avait commencé, c'est-à-dire établir l'unité des Fulbe ou Peuls, car à l'époque où l'empire songhaï dominait, les Peuls n'étaient pas unifiés, surtout dans les royaumes mandingues, par exemple le Kaniaga. Ils étaient victimes de beaucoup de superstitions, de brimades et n'avaient pas véritablement de royaume, d'État propre. Menant une vie nomade, errant de royaume en royaume, ils n'avaient pas de véritable chef sur qui s'appuyer, avec lequel ils pouvaient s'organiser, se défendre et se faire respecter, même si quelques Peuls se sont fait remarquer en tant que chefs, mais souvent pour le compte des empereurs mandingues ou songhaïs. Le seul État où les Peuls avaient plus ou moins réussi à s'imposer, le Fouta-Toro, était dominé par les Wolofs, à l'époque de l'empire du joli-lofoo via le farba.
Koly, réunit ce qui restait de son armée et parcourut les royaumes depuis le Fouta-Djalon, dominé par les Dialonké qu'il incorpora dans son armée, en passant par le Badiar, le Kaabu, les royaumes sérères, le Djolof, le Niani, le Wouli, le désert du Ferlo, dans le but de réunir toutes les tribus peules et malinkés. Dans sa remontée vers le Fouta-Toro, il dut – lui et son armée constituée de Peuls – se confronter aux nombreux souverains des royaumes qu'il traversa. Avec plus ou moins de succès, il réussit à atteindre le Fouta-Toro et là, après plusieurs tentatives, il parvint à imposer sa dynastie, vers le milieu du XVIe siècle jusqu'à l'année 1776, lors de la révolution torodo orchestrée par Souleymane Baal et Abdoul Kader Kane. Koli Tenguella imposa sa domination sur un axe sud-nord, allant du Fouta-Djalon jusqu'au Fouta-Toro. Ses nombreux frères (labba tenguella, nima tenguella, Hammet tenguella, gata, mouyaté, samba, mamoudou) ses fils dont moussé koli et les yalalbés et seyboobés étaient des Diom leydi dans tout le fouta. Après sa mort en Guinée à la suite d'un complot ourdi contre lui par son épouse, Labba Tenguella lui succéda, puis ses fils.

## Successeurs
Les différents souverains de la dynastie des Deniankés, l'ordre de succession n'étant forcément pas respecté :
1. Labba Tenguella Ba
2. Samba Tenguella Ba
3. YalaDi JaaJe (? ans)
4. Yero Gido (30 ans)
5. Bookar Tabakadi JaaJe Garmi (23 ans)
6. Sire Tabakadi (30 ans)
7. Gelaajo Bambi Ba(20 ans)
8. Sire Garmi 1er (12 ans)
9. Gelaajo Tabara I (10 ans)
10. Samba Laamu (2 ans)
11. Yero Jam Koli Teŋella (13 mois)
12. Bokar Samba Laamu (l an)
13. Niaay Hule (23 ans)
14. Gata Kumba Fr (23 ans)
15. Sire Dulmi (30 ans)
16. Gata Kumba 11 (45 jours)
17. Gelaajo Dulmi (20 ans)
18. Gelaajo Jeegi (20 ans)
19. Gelaajo Tabara II (23 ans)
20. Konko Buubu Muusa (10 ans)
21. Samba Gelajeegi (10 ans)
22. Suley Njaay II (30 ans)
23. Gelaajo Gaysiri (10 ans)
24. Sire Garmi 11 (30 ans)
25. Suley Njaay II (2 ans)
26. Suley Buubu (10 ans)
27. Bubakar Fatimata (1 an)

Ce qui représente plus de quatre siècles, si l'on tient compte des quelque soixante-quatre années qu'aura duré le règne du fondateur de la dynastie, indépendamment de celui du troisième Satigi, YalaDi JaaJe, dont le temps de règne est inconnu.